# Physalis peruviana

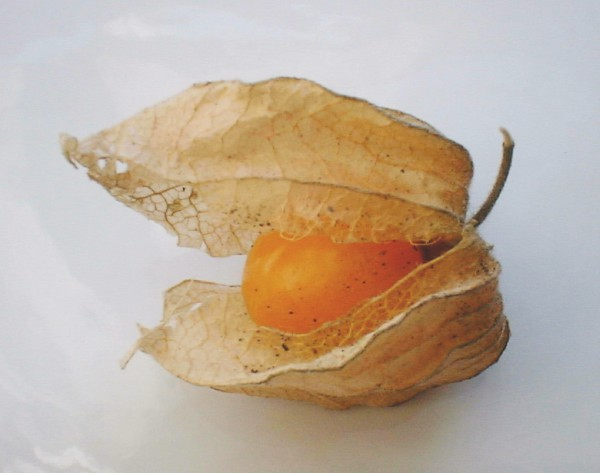
Fruit de Physalis peruviana

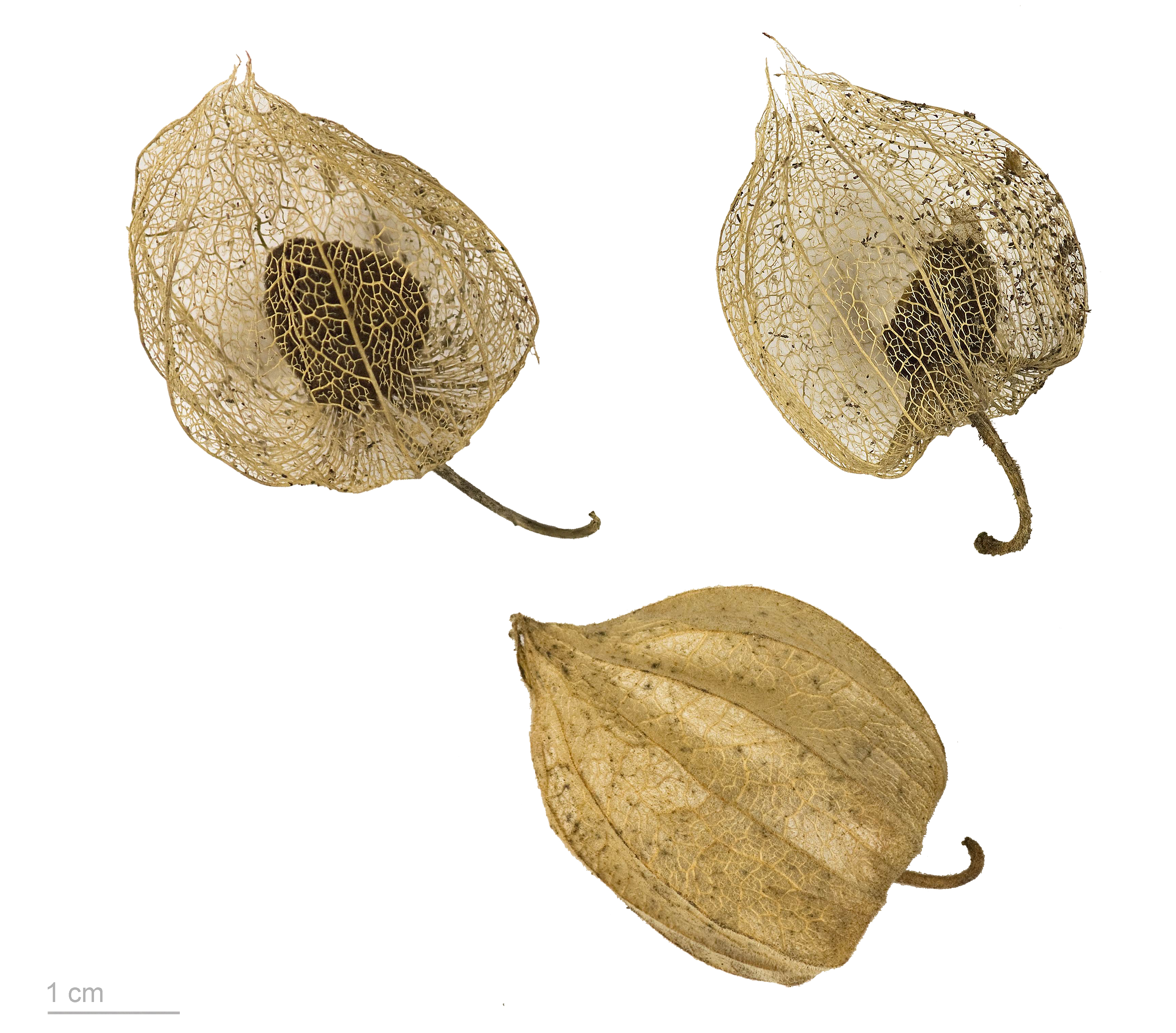
Physalis peruviana

Physalis peruviana és la planta de la qual se n'obté la tomatigueta daurada. Originària de la serralada dels Andes és una espècie de planta solanàcia indígena d'Amèrica del sud però cultivada també des del segle xix a Sud-àfrica. Està relacionada amb tomàquets, patates, albergínies, etc.

## Descripció
És un arbust que creix fins a un metre d'alt.
El fruit és una baia petita i rodona (1,25 a 2,5 cm de diàmetre) amb moltes llavors grogues petites. Quan és madur és de color groc brillant i és dolç. Es pot fer servir en amanides per exemple junt amb l'alvocat. Té una estructura papiràcia que cobreix el fruit, si es conserva a la nevera amb l'estructura papiràcia intacta dura uns 30 a 45 dies.

## Origen geogràfic
És natiu de les grans altituds del tròpic de colòmbia, Xile, Equador i Perú on creix encara silvestre. Només des de fa pocs anys és un conreu important i s'ha introduït en altres zones tropicals, subtropicals i fins i tot temperades.

## Planta medicinal
Té polifenols i crotenoids amb propietats demostrades antiinflamatòries i antioxidants.